# Riversdale (Trinidad y Tobago)
Riversdale es una localidad de Trinidad y Tobago, que forma parte de la región de Couva-Tabaquite-Talparo.

## Geografía
La localidad abarca parte de la isla Trinidad y limita al norte con Mayo y Guaracara, al sur y este con Farnum Village y al oeste con Mayo.

## Demografía
Datos demográficos de la localidad de Riversdale:
| Gráfica de evolución demográfica de Riversdale entre 2000 y 2011 |
|                                                                  |